# Dolná Súča
Dolná Súča je naseljeno mjesto u okrugu Trenčín u  Trenčínskom kraju u Slovačkoj.

## Stanovništvo
| Godina:     | 1993. | 2003.   | 2013.   | 2023.   |
| ----------- | ----- | ------- | ------- | ------- |
| Broj ljudi: | 2754  | 2944    | 3001    | 3056    |
| Razlika:    |       | +6,89 % | +1,93 % | +1,83 % |

| Godina:     | 2022. | 2023.   |
| ----------- | ----- | ------- |
| Broj ljudi: | 3074  | 3056    |
| Razlika:    |       | -0,58 % |

Prema podacima o broju stanovnika iz 2023. godine naselje je imalo 3056 stanovnika.

## Vanjske poveznice
|  | Zajednički poslužitelj ima još gradiva o temi Dolná Súča |

- Službena stranica naselja (sl.)